# Hydrometeorologischer Dienst
Unter Hydrometeorologischem Dienst versteht man eine Kombination aus zwei geowissenschaftlichen Aufgabenstellungen, dem hydrographischen Dienst (wasserbezogenen Messungen) und dem Wetterdienst (meteorologischen Messungen).
Staatliche hydrometeorologische Dienste sind vorrangig in den alten Ostblockländern verbreitet, wo diese Kombination eine lange Tradition hat. In anderen Ländern ist Hydrographie meist mit Umwelt- oder Wasserwirtschaftsagenden verbunden, und meteorologische Ämter werden für sich betrieben.
Einen Überblick siehe (dort heraussortierbar):
- Liste nationaler und internationaler meteorologischer Dienste
- Liste nationaler und internationaler hydrographischer und Hochwasserdienste